# Walter Ricci
Walter Ricci (* 5. Februar 1946 in Pesaro) ist ein ehemaliger französischer Radrennfahrer.

## Sportliche Laufbahn
Ricci stammte aus Italien und war im Straßenradsport sowie im Querfeldeinrennen (heutige Bezeichnung Cyclocross) aktiv. Am 24. April 1957 nahm er die französische Staatsbürgerschaft an. Er begann mit dem Radsport im Verein „Club Pédale Conflanaise“, der dem französischen Arbeitersportverband „Fédération Sportive et Gymnique du Travail“ (FSGT) angehörte.  Als Amateur kam er in der Tour de l’Avenir 1967 auf den 24. Platz und wurde beim Sieg von Georges Pintens Dritter im Rennen Paris–Roubaix Espoirs. Siege holte er in den Rennen Paris–Chaumont 1966 und Grand Prix de Meymac 1970. Dazu kamen Etappenerfolge in den Rennen Quatre Jours de Vic-Fezensac und Route de France 1966. Er startete für die Vereine „Bleus de France“, „CSM Puteaux“, „US Créteil“ und „CSM Persan“.
Zweiter wurde Ricci bei Paris–Ézy und in der Trophée Peugeot (der Jahreswertung der französischen Amateure) 1967. Dritter wurde er bei Paris–Vailly. Von 1968 bis 1972 war er Berufsfahrer. Sein bedeutendster Erfolg war der Sieg im Etappenrennen Grand Prix Midi Libre 1970 vor José Gomez. 1971 war er im Rennen Paris–Bourges erfolgreich. 
Die Tour de France fuhr Ricci zweimal. 1970 wurde er 51. und 1972 27. der Gesamtwertung.
Im Querfeldeinrennen gewann Ricci sechsmal die Meisterschaft der Île-de-France. In der nationalen Meisterschaft wurde er 1970 und 1975 Vizemeister.

## Berufliches
Bis zu seinem Übertritt zu den Profis arbeitete Ricci als Maurer.